# Дольротфельд
Дольротфельд (нем. Dollrottfeld) — община в Германии, в земле Шлезвиг-Гольштейн.
Входит в состав района Шлезвиг-Фленсбург. Подчиняется управлению Зюдербраруп. Население составляет 277 человек (на 31 декабря 2010 года). Занимает площадь 4,99 км².